# Santiago de Querétaro
La ciutat de Querétaro (oficialment Santiago de Querétaro) és la ciutat més gran i capital de l'estat mexicà homònim de Querétaro localitzat a la regió central del país. Querétaro és una ciutat molt industrialitzada, i el municipi ha estat catalogat com el segon més ric de Mèxic en termes del Producte Interior Brut per càpita.
Querétaro va ser fundada el 25 de juliol de 1531 pel conquistador castellà Hernán Pérez Bocanegra y Córdoba. Querétaro va ser la capital de la federació mexicana en tres ocasions al llarg de la història del país: el 1847 durant la Guerra d'Intervenció Nord-Americana, el 1867 durant la Intervenció Francesa, l'última ciutat capital de l'emperador Maximilià I de Mèxic (l'última batalla entre els republicans i els reialistes es lliuraria a Querétaro, on seria executat l'emperador), i el 1916-1917 durant la proclamació de la Constitució Política dels Estats Units Mexicans pel Congrés Constituent.
La ciutat de Querétaro està dividida en 7 delegacions administratives: el Centre Històric, Santa Rosa Jáuregui, Felix Osores Sotomayor, Epigmeno González, Josefa Vergara y Hernández, Felipe Carillo Puerto i Cayetano Rubio. L'àrea metropolitana, però, desborda els límits del municipi i inclou els municipis de Corregidora, El Marqués i Huimilpan. En conjunt, l'àrea metropolitana té una població de 685.688 habitants.